# 中日本薬業
中日本薬業株式会社（なかにほんやくぎょう）は、山梨県甲府市徳行4-13-30に本社を置く主に医薬品・医療機器の卸売りを扱う企業である。平成10年には、山梨県の販売シェアは23％。現在は、共創未来グループの一社「東邦薬品」である。

## 概要
- 代表取締役社長　益田幸治
- 資本金　4,800万円
- 月商　7億5,000万円

## 沿革
- 明治42年3月山梨県に「寺田薬局」創業
- 昭和22年7月「株式会社寺田商店」に商号変更
- 昭和36年山梨県の「益田商店」と合併し「中日本薬業株式会社」
- 平成5年東京都の「東邦薬品」と業務提携
- 平成10年10月1日	東邦薬品（東京都）に吸収合併される。

## 主な取引メーカー
- 田辺製薬
- 山之内製薬
- 萬有製薬
- ミドリ十字
- 持田製薬